# بوابات خدمات المرضى الإلكترونية
بوابات خدمات المرضى الإلكترونية هي منصات إلكترونية ترتبط بمجال الرعاية الصحية؛ فهي عبارة عن تطبيقات إنترنت تتيح للمرضى التفاعل والتواصل مع مقدمي الرعاية الصحية مثل الأطباء والمستشفيات. عادةً ما تكون خدمات هذه البوابات متاحة عبر الإنترنت على مدار اليوم. توجد بعض بوابات خدمات المرضى الإلكترونية كمواقع ويب مستقلة تبيع خدماتها لمقدمي الرعاية الصحية. من ناحية أخرى، هناك بوابات إلكترونية تكون مدمجة في موقع الويب الخاص بمقدم الرعاية الصحية. ومع ذلك، فلا تزال هناك بوابات إلكترونية أخرى عبارة عن وحدات تتم إضافتها إلى نظام السجل الصحي الإلكتروني (EMR) الحالي. وتشترك خدمات كل هذه الأنواع من البوابات في قدرة المرضى على التفاعل مع المعلومات الطبية الأخرى عبر الإنترنت. في الوقت الحالي، نجد أن الحدود الفاصلة بين السجل الصحي الإلكتروني (EMR)، وهو سجل صحي شخصي وبوابة خدمات المرضى الإلكترونية أصبحت غير واضحة. على سبيل المثال، يتم وصف بوابة Intuit Health وبرنامج Microsoft مايكروسوفت هيلثفولت بأنهما عبارة عن سجلات صحية شخصية (PHR)، ولكن يمكن ربطها مع السجلات الصحية الإلكترونية، كما يمكنها التواصل من خلال معايير استمرارية رعاية السجلات لعرض بيانات المريض على الإنترنت بحيث يمكن مشاهدتها على بوابة خدمات المرضى الإلكترونية.

## ميزات وفوائد بوابات خدمات المرضى الإلكترونية
تكمن الميزة الأساسية لأي بوابة إلكترونية لخدمات المرضى في القدرة على عرض المعلومات الصحية الشخصية للمريض بطريقة آمنة عبر الإنترنت. بالإضافة إلى ذلك، فإن كافة بوابات خدمات المرضى الإلكترونية تقريبًا تسمح لهم بالتفاعل بطريقة ما مع مقدمي الرعاية الصحية. ويستفيد من بوابات خدمات المرضى الإلكترونية كل من المرضى ومقدمي الرعاية الصحية من خلال زيادة الفاعلية والإنتاجية. كذلك، تعتبر هذه البوابات الإلكترونية أداة أساسية لمساعدة الأطباء في الوفاء بمتطلبات «الاستخدام الهادف» من أجل استلام شيكات الحوافز الفيدرالية، وبشكل خاص عن تقديم المعلومات الصحية للمرضى.
وتتيح بعض بوابات خدمات المرضى الإلكترونية للمريض إمكانية تسجيل واستكمال النماذج الإلكترونية التي تنظم الزيارات للعيادات والمستشفيات. كذلك، يتيح العديد من تطبيقات بوابة خدمات المرضى الإلكترونية إمكانية طلب استمارات الوصفات الطبية عن طريق الإنترنت، وطلب شراء النظارات والعدسات اللاصقة، فضلاً عن إمكانية الوصول إلى السجلات الطبية ودفع الفواتير ومراجعة نتائج المختبر، وترتيب مواعيد الأطباء. وتسمح هذه البوابات الإلكترونية للمرضى أيضًا بالتواصل بشكل مباشر مع مقدمي الرعاية الصحية عن طريق طرح الأسئلة أو كتابة تعليقات أو إرسال رسائل إلكترونية.

## العيوب
يتمثل أهم العيوب التي تعوق معظم بوابات خدمات المرضى الإلكترونية في العلاقة ما بين هذه البوابات الإلكترونية والمؤسسات الصحية الفردية. فإذا ما قام أي مريض بالتعامل مع أكثر من مؤسسة واحدة للرعاية الصحية، فمن المؤكد أنه يتعين على هذا المريض التسجيل على كل بوابة إلكترونية خاصة بكل مؤسسة من أجل الوصول للمعلومات. وينتج عن ذلك صورة مجزئة للبيانات الشخصية للمريض.

## التدريب على استخدام بوابات خدمات المرضى الإلكترونية
بشكل نموذجي، توجد بوابات إلكترونية للممارسات الفردية داخل بوابات خدمات المرضى الإلكترونية مما يسمح بالوصول إلى معلومات المريض وسجلاته، إضافة إلى المواعيد وعمليات السداد التي قام بها ورسائل المرضى. وتتطلب معظم بوابات خدمات المرضى الإلكترونية الممارسة لتحتوي على السجلات الصحية الإلكترونية أو نظام لإدارة المريض، حيث يلزم تخزين بيانات المريض في قاعدة بيانات ثم يتم بعد ذلك استرجاعها على البوابة الإلكترونية.
وعلى الرغم من الإشادة بهذه البوابات الإلكترونية بفضل سهولة استخدامها، فقد لاحظ بعض الأطباء أنه من الصعب حث المرضى على استخدام البوابات الإلكترونية لتحقيق الاستفادة لهم ولأفراد طاقم العمل الطبي.

## الأمان
يلتزم مقدمو الرعاية الصحية في الولايات المتحدة باتباع لوائح قانون المحاسبة للتأمين الصحي (HIPAA). وتنص هذه اللوائح على ضرورة الحفاظ على سرية معلومات المريض. ولكن هناك شيئًا يبدو سهلاً كاسم عند توضيحه في قانون المحاسبة للتأمين الصحي، وهو المعلومات الصحية المحمية. ولهذا السبب، تأتي عملية السرية على رأس اهتمامات هذا القطاع عند التفكير في استخدام بوابات خدمات المرضى الإلكترونية. وعلى الرغم من وجود بعض الأنظمة التي لا تلتزم بقانون المحاسبة للتأمين الصحي، فمن المؤكد أن معظم بوابات خدمات المرضى الإلكترونية تتمتع بالأمان وتفي بلوائح قانون المحاسبة للتأمين الصحي (HIPAA). ويعد استخدام بروتوكول أمان طبقة النقل (SSL) ونماذج التحكم في الوصول أمرًا شائعًا في هذا القطاع. وعادةً، ما يتم التحقق من وصول المريض إلى المعلومات من خلال اسم مستخدم وكلمة مرور.

## معلومات تاريخية
بدأ استخدام تكنولوجيا البوابات الإلكترونية منذ تسعينيات القرن العشرين. فقد تبنى القطاع المالي استخدام الإنترنت لمنح المستخدمين من الأفراد إمكانية الوصول إلى المعلومات الشخصية. وربما يعود السبب في تباطؤ استخدام بوابات خدمات المرضى الإلكترونية وتخلفها عن شرائح السوق الأخرى إلى صرامة لوائح قانون المحاسبة للتأمين الصحي (HIPAA) أو ربما إلى نقص الحوافز المالية المتوفرة لمقدمي الرعاية الصحية.
وفي هذا الصدد، نجد أن القانون الأمريكي لإنعاش وإعادة الاستثمار لعام 2009 (ARRA)، ولا سيما قانون التكنولوجيا المتطورة (HITECH) ضمن القانون الأمريكي لإنعاش وإعادة الاستثمار قد خصص حوالي 19 مليار دولار أمريكي لصالح تكنولوجيا المعلومات الصحية. وسوف يعمل هذا التمويل على موازنة تكاليف أنظمة السجل الصحي الإلكتروني للأطباء الممارسين. ونظرًا لأن التحول إلى السجلات الصحية الإلكترونية قد تعوقه بعض الصعوبات، فعادة ما يتم نقل بوابات خدمات المرضى الإلكترونية أولاً ثم تتم المتابعة من خلال التطبيق الكامل للسجلات الصحية الإلكترونية.
وفي نفس الوقت، أصبحت أنظمة السجل الصحي الشخصي شائعة ومتاحة بشكل كبير. وفي الوقت الحالي، تتوفر البيانات الصحية الشخصية بشكل أساسي في الملفات الورقية التي يحتفظ بها الأطباء. هذا، وقد تم تطوير بوابات خدمات المرضى الإلكترونية بحيث توفر للمريض إمكانية الوصول بشكل أفضل إلى معلوماته. وبفضل سهولة انتقال المريض وتطوير معايير قياسية واضحة قابلة للتشغيل، فإن توثيق التاريخ الطبي للمريض على أفضل نحو قد يتضمن البيانات المخزنة في المكاتب الخارجية للأطباء.

## المستقبل
قد تصبح الزيارات الطبية الإلكترونية (استخدام الخدمات الطبية عن بُعد) في وقت قريب واحدة من أكثر الخيارات استخدامًا على بوابات خدمات المرضى الإلكترونية. ومن المحتمل بشكل أكبر أن تكون معظم الزيارات الطبية الإلكترونية من المرضى الذي يعيشون في المناطق الريفية البعيدة عن الخدمات الطبية. وستصبح الجلسات الخاصة على الإنترنت أرخص بكثير وستكون مريحة بشكل كبير بدلاُ من السفر لمسافات طويلة من أجل طلب استفسار صحي بسيط أو تقديم الشكاوى الطبية الصغيرة.
قد يكون توفير طريقة لا تتطلب أن يقوم المرضى بزيارة العيادات الطبية بأنفسهم مفيدًا لكل من المرضى ومقدمي الخدمة على حد سواء. وقد وجدت العديد من المؤسسات أن نسبة الاستخدام الكلي للعيادات تنخفض بدرجة بنسبة تصل إلى 25% عندما يتم تطبيق نظام الزيارات الطبية الإلكترونية. وسوف يجعل ذلك من الزيارات الطبية الإلكترونية اقتراحًا مفيدًا لشركات التأمين، على الرغم من أن عددًا قليلاً فقط من هذه الشركات يقدم تعويضات عن هذه الزيارات الطبية الإلكترونية في الوقت الحالي. فضلاً عما سبق، فإن الزيارات الطبية الإلكترونية، عند تشغيلها بطريقة سليمة، تسمح للمريض بتحديث بياناته الخاصة بأنواع الحساسية التي يعاني منها وعلاماته الحيوية ومعلومات تاريخه الطبي.
ويسمح توفير الزيارات الطبية الإلكترونية لمؤسسات الرعاية الصحية القياسية بتقديم منتجات يمكنها المنافسة في السعر مع عيادات البيع بالتجزئة التي ظهرت في قطاع مراكز التسوق وفي متاجر وول مارت.

## الحواشي
1. ↑  Terry, Ken "Patient Portals: Beyond Meaningful Use". Physicians Practice. June 27, 2010. نسخة محفوظة 06 أغسطس 2012 على موقع واي باك مشين.
2. ↑  Practice Portals نسخة محفوظة 14 سبتمبر 2017 على موقع واي باك مشين.
3. ↑  Litton, J. Scott "Encouraging Patients to Use Online Communication ". Physicians Practice. February 3, 2012. نسخة محفوظة 12 فبراير 2012 على موقع واي باك مشين.
4. ↑  "Provider HIPAA Checklist" (PDF). CMS. مارس 2003. مؤرشف من الأصل (PDF) في 2020-01-26. اطلع عليه بتاريخ 2012-04-16.